# Samson 2
Samson 2 (of Samson & Gert 2) is het tweede studioalbum van de kinderserie Samson en Gert. Het is verschenen op 19 juni 1992. Op het album zijn de stemmen te horen van Gert Verhulst als Gert en Danny Verbiest als Samson. Bij het liedje Verjaardag zingen ook Koen Crucke  als Alberto en Walter De Donder als Meneer de burgemeester mee.

## Tracklist
| 1.                   | Wij komen naar jou   | 5:06 |
| 2.                   | 10 miljoen           | 2:55 |
| 3.                   | De telefoon          | 2:49 |
| 4.                   | Verjaardag           | 3:36 |
| 5.                   | Samen op de moto     | 3:30 |
| 6.                   | Als je bang bent     | 3:07 |
| 7.                   | Gert en Samson       | 2:24 |
| 8.                   | Samen delen          | 2:55 |
| 9.                   | We gaan naar de maan | 4:00 |
| 10.                  | Ik ben zo blij       | 2:34 |
| 11.                  | Dan is het Kerstmis  | 3:37 |
| 12.                  | De snijdersbank      | 3:02 |
| Totale duur: ± 38.00 |                      |      |